# Ophiura pteracantha
Ophiura pteracantha är en ormstjärneart som beskrevs av Yin-Xia Liao 1982. Ophiura pteracantha ingår i släktet Ophiura och familjen fransormstjärnor. Inga underarter finns listade i Catalogue of Life.